# Alan Jones (pilota automobilistico)
Alan Stanley Jones (Melbourne, 2 novembre 1946) è un ex pilota automobilistico australiano, campione del mondo di Formula 1 nel 1980.
È stato il primo vincitore di un mondiale della massima serie a guidare una Williams, nonché l'unico pilota a portare la Shadow alla vittoria di un Gran Premio.
Pilota duro e aggressivo nella guida, è riuscito a ottenere vari successi in diverse categorie, imponendosi anche nel Campionato CanAm del 1978.

## Biografia

Jones al Gran Premio d'Argentina 1978

Nel 1963 vince il campionato kart australiano e nel 1967 decide di spostarsi in Europa. Qui corre per la Formula 3. Nel 1973 arriva secondo al Campionato John Player. Nel 1975 debutta in Formula 1 con la Hesketh per passare alla Lola e poi alla Hill.
L'anno seguente corre per la Surtees. Nel 1977 si unisce alla squadra Shadow e vince il suo primo gran premio in Austria. Nel 1978 giunge alla Williams ottenendo l'11º posto mondiale, l'anno seguente vince 4 gran premi ed arriva 3º nella classifica finale.
Nel 1980 diventa Campione del Mondo con 5 vittorie. Non andò così bene nell'anno seguente con soli 2 gran premi vinti, anche se lottò per il titolo e terminò al terzo posto, a 4 punti dal vincitore. Nel 1982 si ritirò dalla Formula 1, e tornò in Australia per correre in campionati minori.
Tornò nel 1983 per il solo gran premio di Long Beach con la Arrows ma nel 1985 si accasò con la squadra Haas con cui corse poi tutto l'anno seguente. Alla fine della stagione si ritirò definitivamente dalla F1. In Australia negli anni novanta continuò a correre nel campionato turismo. Nel 1987 la Williams, cercò di schierare una terza vettura per Jones per disputare il Gran Premio di Gran Bretagna ma alla fine non se ne fece nulla.
Ad Adelaide, Jones era previsto come sostituto di Nigel Mansell ma a causa del suo contratto con il team Endurance Toyota Minolta, si optò per Riccardo Patrese.

## Vittorie in Formula 1
- 1977: Austria
- 1979: Germania, Austria, Paesi Bassi, Canada
- 1980: Argentina, Francia, Gran Bretagna, Canada, Stati Uniti-Est
- 1981: Stati Uniti-Ovest, Las Vegas

## Risultati completi in Formula 1
| 1975 | Scuderia                 | Vettura    |  |  |  |     |     |     |    |    |    |    |   |  |  |  |  |  |  | Punti | Pos. |
| ---- | ------------------------ | ---------- |  |  |  | --- | --- | --- | -- | -- | -- | -- | - |  |  |  |  |  |  | ----- | ---- |
| 1975 | Stiller Racing e Embassy | 308B e GH1 |  |  |  | Rit | Rit | Rit | 11 | 13 | 16 | 10 | 5 |  |  |  |  |  |  | 2     | 17º  |

| 1976 | Scuderia | Vettura |  |  |    |   |   |     |    |     |   |    |     |   |    |    |   |   |  | Punti | Pos. |
| ---- | -------- | ------- |  |  | -- | - | - | --- | -- | --- | - | -- | --- | - | -- | -- | - | - |  | ----- | ---- |
| 1976 | Surtees  | TS19    |  |  | NC | 9 | 5 | Rit | 13 | Rit | 5 | 10 | Rit | 8 | 12 | 16 | 8 | 4 |  | 7     | 15º  |

| 1977 | Scuderia | Vettura |  |  |  |     |     |   |   |    |     |   |     |   |     |   |     |   |   | Punti | Pos. |
| ---- | -------- | ------- |  |  |  | --- | --- | - | - | -- | --- | - | --- | - | --- | - | --- | - | - | ----- | ---- |
| 1977 | Shadow   | DN8     |  |  |  | Rit | Rit | 6 | 5 | 17 | Rit | 7 | Rit | 1 | Rit | 3 | Rit | 4 | 4 | 22    | 7º   |

| 1978 | Scuderia | Vettura |     |    |   |   |     |    |   |     |   |     |     |     |     |    |   |   |  | Punti | Pos. |
| ---- | -------- | ------- | --- | -- | - | - | --- | -- | - | --- | - | --- | --- | --- | --- | -- | - | - |  | ----- | ---- |
| 1978 | Williams | FW06    | Rit | 11 | 4 | 7 | Rit | 10 | 8 | Rit | 5 | Rit | Rit | Rit | Rit | 13 | 2 | 9 |  | 11    | 11º  |

| 1979 | Scuderia | Vettura   |   |     |     |   |     |     |     |   |     |   |   |   |   |   |     |  |  | Punti   | Pos. |
| ---- | -------- | --------- | - | --- | --- | - | --- | --- | --- | - | --- | - | - | - | - | - | --- |  |  | ------- | ---- |
| 1979 | Williams | FW06 FW07 | 9 | Rit | Rit | 3 | Rit | Rit | Rit | 4 | Rit | 1 | 1 | 1 | 9 | 1 | Rit |  |  | 40 (43) | 3º   |

| 1980 | Scuderia | Vettura |   |   |     |     |   |     |   |   |   |   |    |   |   |   |  |  |  | Punti   | Pos. |
| ---- | -------- | ------- | - | - | --- | --- | - | --- | - | - | - | - | -- | - | - | - |  |  |  | ------- | ---- |
| 1980 | Williams | FW07B   | 1 | 3 | Rit | Rit | 2 | Rit | 1 | 1 | 3 | 2 | 11 | 2 | 1 | 1 |  |  |  | 67 (71) | 1º   |

| 1981 | Scuderia | Vettura |   |   |   |    |     |   |   |    |     |    |   |   |   |     |   |  |  | Punti | Pos. |
| ---- | -------- | ------- | - | - | - | -- | --- | - | - | -- | --- | -- | - | - | - | --- | - |  |  | ----- | ---- |
| 1981 | Williams | FW07C   | 1 | 2 | 4 | 12 | Rit | 2 | 7 | 17 | Rit | 11 | 4 | 3 | 2 | Rit | 1 |  |  | 46    | 3º   |

| 1983 | Scuderia | Vettura |  |     |  |  |  |  |  |  |  |  |  |  |  |  |  |  |  | Punti | Pos. |
| ---- | -------- | ------- |  | --- |  |  |  |  |  |  |  |  |  |  |  |  |  |  |  | ----- | ---- |
| 1983 | Arrows   | A6      |  | Rit |  |  |  |  |  |  |  |  |  |  |  |  |  |  |  | 0     |      |

| 1985 | Scuderia  | Vettura |  |  |  |  |  |  |  |  |  |  |  |     |  |     |    |     |  | Punti | Pos. |
| ---- | --------- | ------- |  |  |  |  |  |  |  |  |  |  |  | --- |  | --- | -- | --- |  | ----- | ---- |
| 1985 | Lola Haas | THL1    |  |  |  |  |  |  |  |  |  |  |  | Rit |  | Rit | NP | Rit |  | 0     |      |

| 1986 | Scuderia  | Vettura   |     |     |     |     |    |    |     |     |     |   |     |   |   |     |     |     |  | Punti | Pos. |
| ---- | --------- | --------- | --- | --- | --- | --- | -- | -- | --- | --- | --- | - | --- | - | - | --- | --- | --- |  | ----- | ---- |
| 1986 | Lola Haas | THL1 THL2 | Rit | Rit | Rit | Rit | 11 | 10 | Rit | Rit | Rit | 9 | Rit | 4 | 6 | Rit | Rit | Rit |  | 4     | 12º  |

| Legenda | 1º posto     | 2º posto | 3º posto    | A punti         | Senza punti/Non class.  | Grassetto – Pole position Corsivo – Giro più veloce |
| Legenda | Squalificato | Ritirato | Non partito | Non qualificato | Solo prove/Terzo pilota | Grassetto – Pole position Corsivo – Giro più veloce |